# Phyllactis striata
Phyllactis striata är en havsanemonart som beskrevs av Wassilieff 1908. Phyllactis striata ingår i släktet Phyllactis och familjen Actiniidae. Inga underarter finns listade i Catalogue of Life.